# 南昌机务段

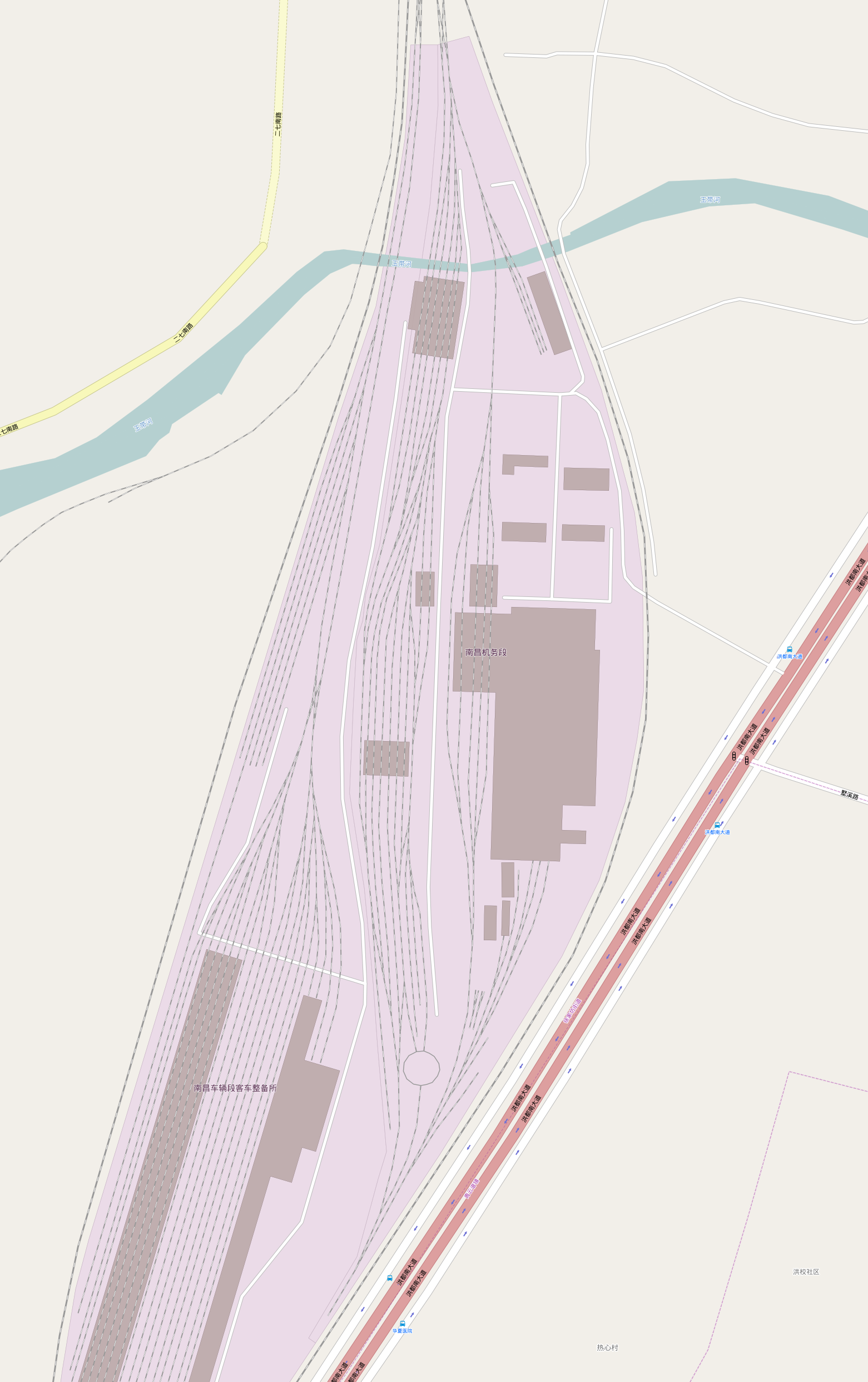
南昌机务段总部平面图

南昌机务段（简称：南局南段）是南昌铁路局的一个直属段，总部位于江西省南昌市青云谱区徐家坊街道洪都南大道334号。
南昌机务段目前承当了128对客运列车的牵引工作，起运营涉及11省市的7个路局，运营里程达到5560公里；机务段位于京九线双线之间，北侧向南昌火车站有两条股道接入。

## 历史

### 一代
- 1938年6月成立浙赣铁路局机务第四段，位于南昌市南站（今南昌站站场）彭子江。[1]:182
- 1949年8月改名为南昌机务段。[1]:182
- 1952年2月撤销，改设为南昌机务驻在所（折返段），归属于九江机务段，同时到向塘成立向塘机务段。[1]:182

### 二代
- 1987年7月24日南昌（内燃）机务段成立，位于江西省南昌市洪都南大道334号，地处京九线K1445处[2]；向塘机务段将所有ND2型柴油机车全部划给南昌机务段。[1]:182
- 1990年机务段配属内燃机车54台。[1]:182
- 2006年7月将第3139号和第3125号DF4D型拨给青藏铁路公司西宁机务段[3]。
- 2009年9月开始机务段电气化改造工程招标[4]。
- 約2000年代尾-2010年代初，多數配屬本段的SS9G機車逐步調往瀋陽鐵路局瀋陽機務段及武漢鐵路局，只剩下0210及0213兩輛沒有調走。
- 2012年9月开始对SS8型大修招标[5]。
- 2013年12月中国铁路总公司拨给南昌机务段15台HXD1D型[6]。

## 机车配属
2012年初共有182台机车：DF11型45台、DF11G型18组36台，DF4D型75台、DF5型8台、DF7C型2台、SS8型16台，固定支配HXD3C机车46台；2013年12月拨入15台HXD1D型。现时，南昌机务段是少数同时拥有HXD1D和HXD3D的机务段之一（另一个是兰州铁路局兰州西机务段）。

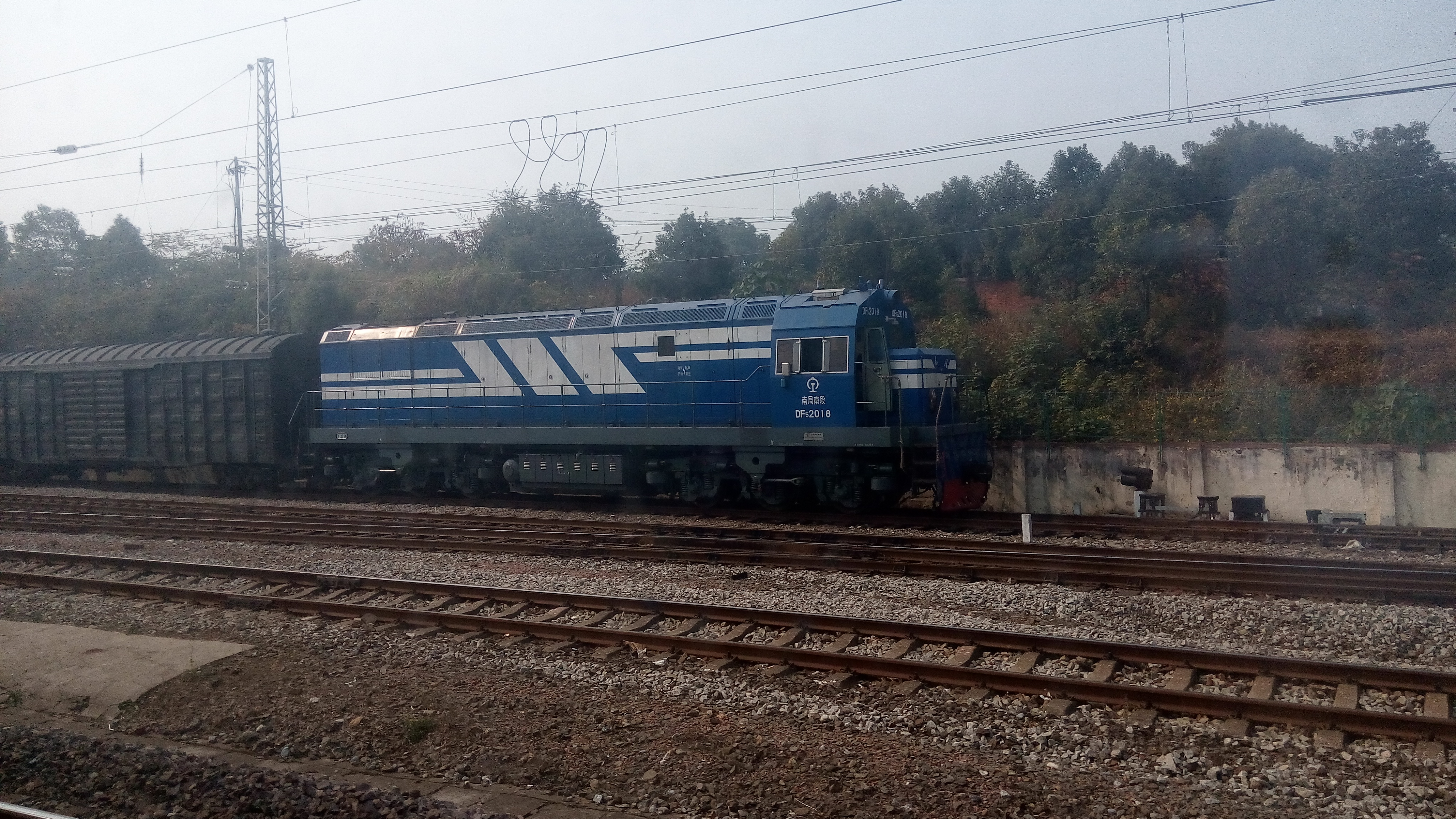
南昌机务段配属的东风5型柴油机车第2018号机车在南昌北站北侧
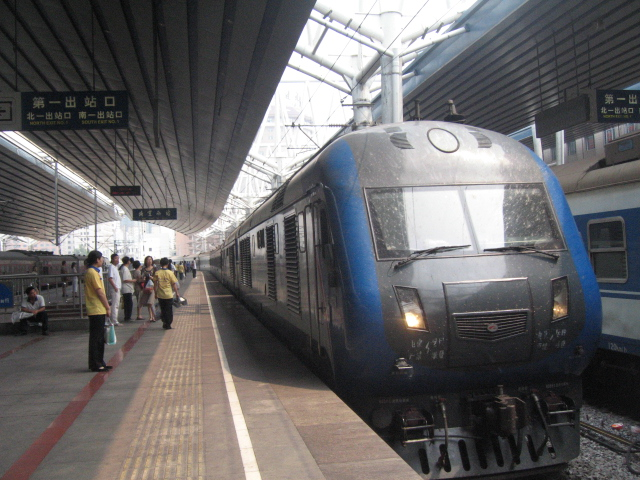
牵引Z60次列车的南局南段东风11G型柴油机车（2007年8月18日摄于北京西站）
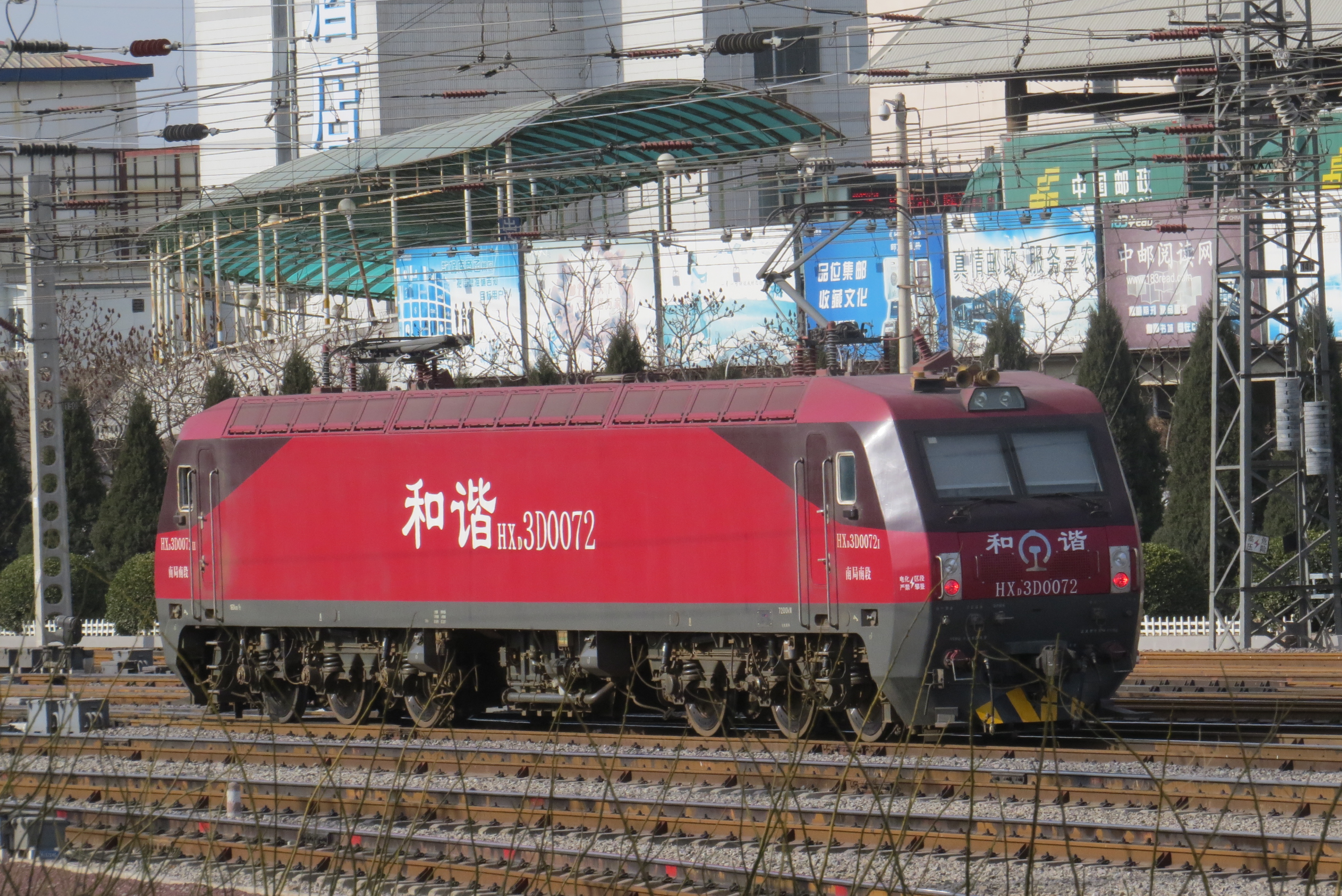
完成Z60次牵引任务的南局南段和谐3D型电力机车从北京西站前往北京机务段整备（2015年1月18日摄于莲花池）
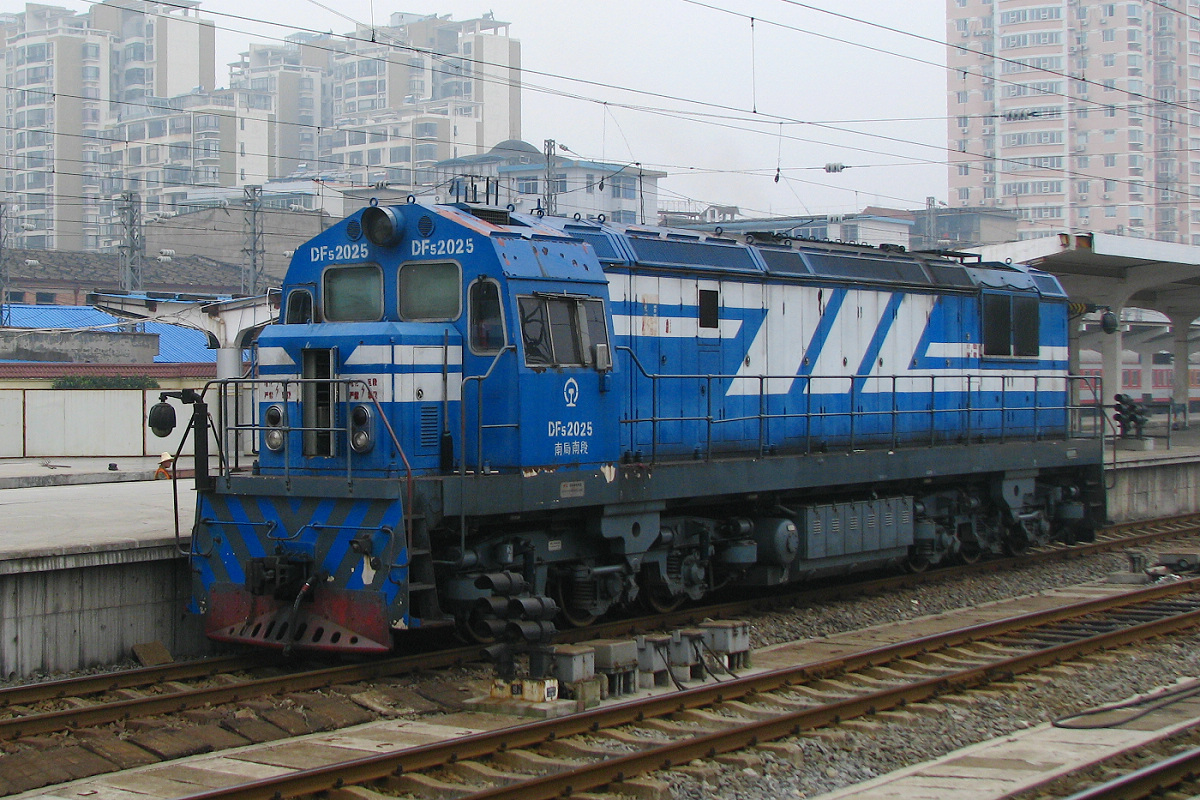
南昌机务段配属的东风5型柴油机车第2025号机车在南昌站
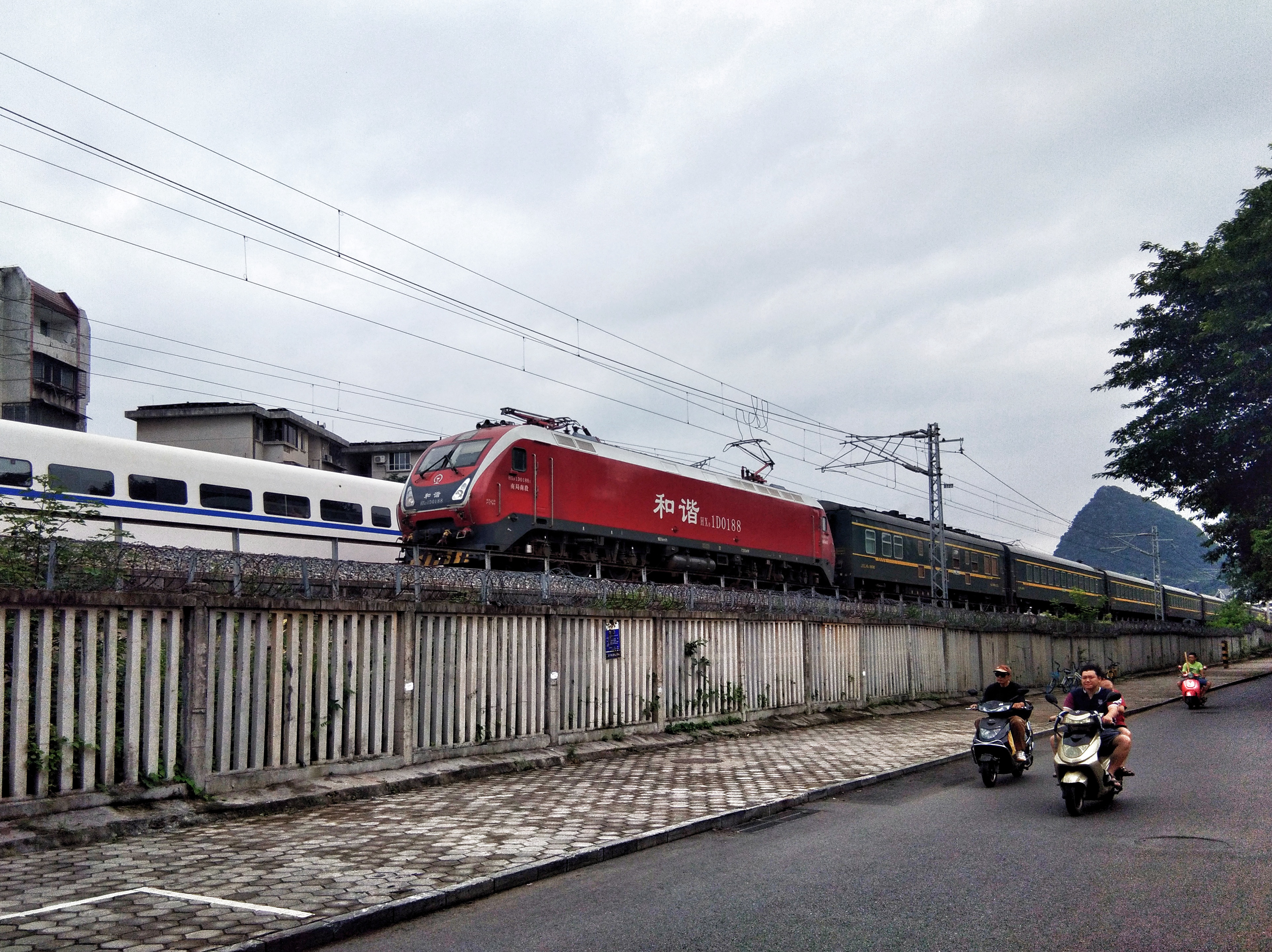
0188号和谐1D型电力机车牵引K2385次列车通过桂林市秀峰区丽君街道管区附近
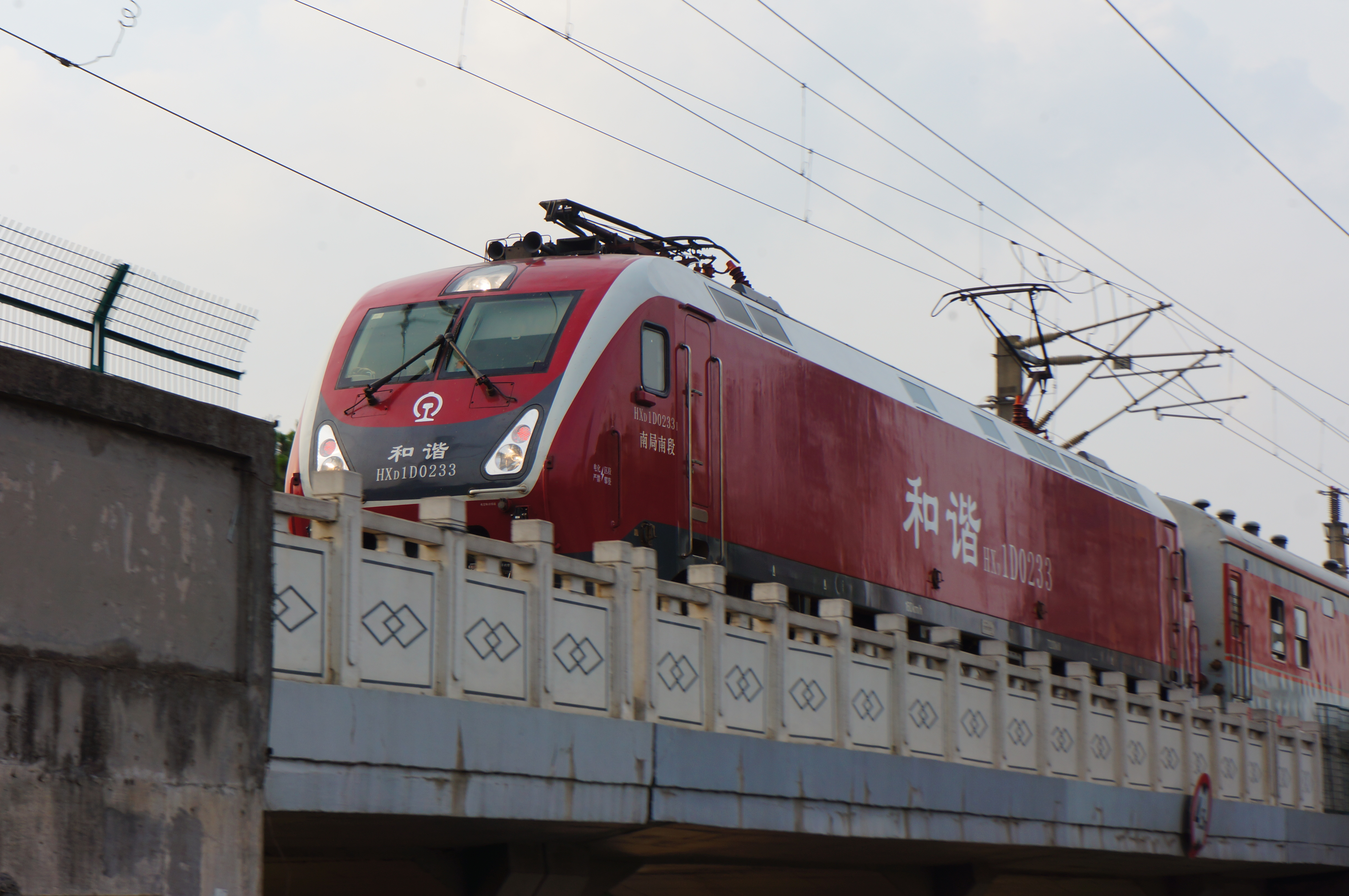
HXD1D型0233号机车牵引K253次列车通过沪昆线临平-乔司区间
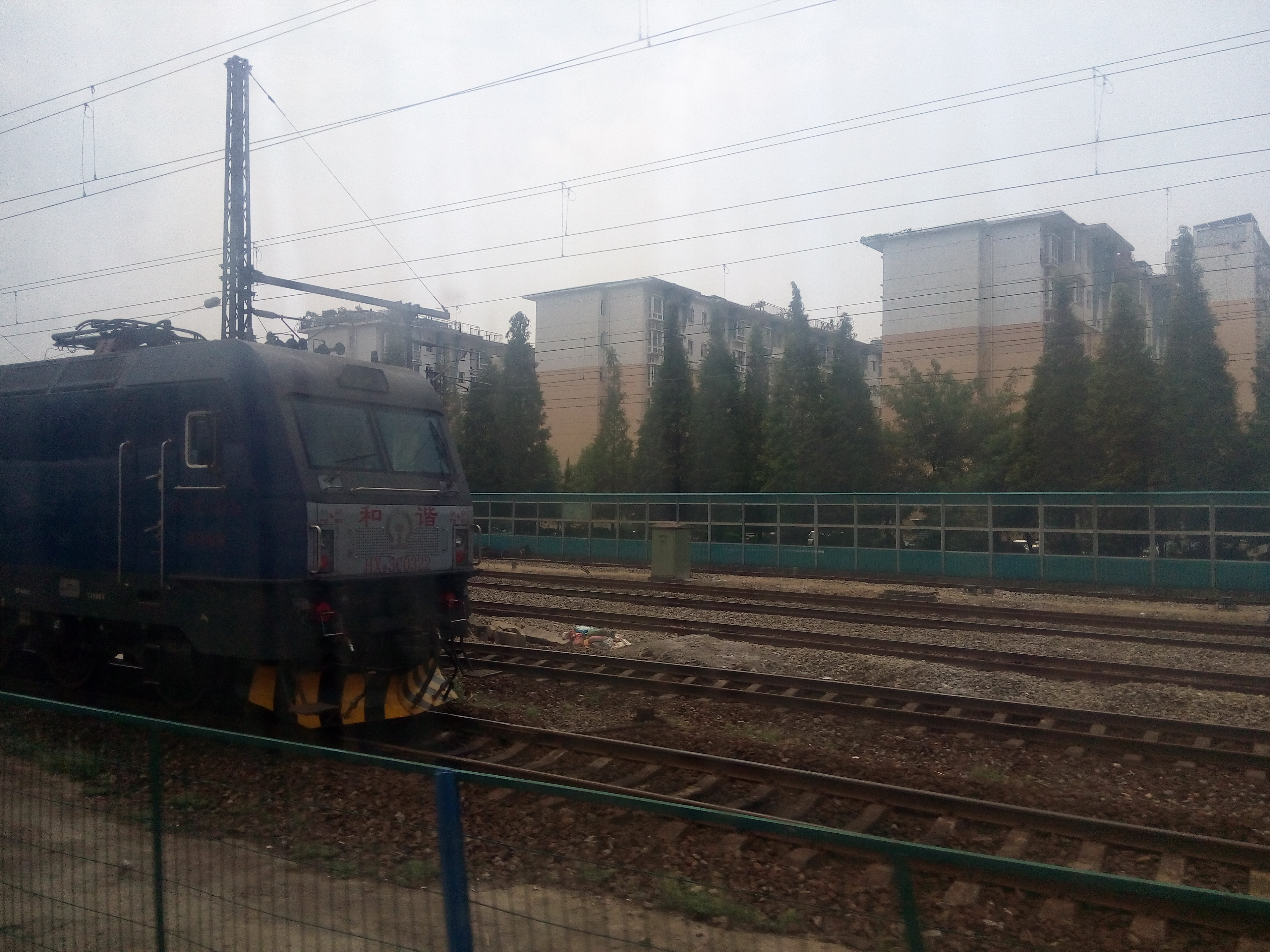
南昌机务段北侧出入口的南局南段HXD3C0322